# Air Combat Command

Wappen des Air Combat Command

Das Air Combat Command (ACC; deutsch Luftkampfkommando) ist das größte von zehn Hauptkommandos der United States Air Force (USAF), mit Hauptquartier auf der Langley Air Force Base, Virginia. Sowohl aufgrund der umfangreichen Einsatzprofile als auch wegen der hohen Anzahl an Flugzeugen und Soldaten ist das ACC das bedeutendste Hauptkommando und bildet den Kern der USAF. Befehlshaber ist seit Februar 2024 General Kenneth Wilsbach als Nachfolger von Mark D. Kelly.

## Geschichte
Das Air Combat Command wurde zum 1. Juni 1992 durch den Zusammenschluss von Strategic Air Command und Tactical Air Command gebildet, da nach dem Ende des Kalten Krieges und mit der neuartigen Kriegsführung der US-Streitkräfte seit dem Zweiten Golfkrieg 1991 die Unterscheidung in taktische und strategische Missionen hinfällig geworden war. Bis zum 30. Juni 1993 waren dem ACC auch die Interkontinentalraketen zugeordnet, die seither dem Air Force Space Command unterstellt sind. Seit 2009 sind die Raketen dem Global Strike Command unterstellt, in den 2010er Jahren folgten die strategischen Bomberkräfte (Rockwell B-1, Northrop B-2, Boeing B-52).

## Auftrag
Zu den Aufgaben des ACC gehören Luftkampf und -angriff, Erdkampfnahunterstützung, Bombardierung, Luftaufklärung und -überwachung sowie die elektronische Kampfführung. Der Einsatz von Nuklearwaffen im Rahmen von Luftangriffen untersteht Global Strike Command.

## Organisation

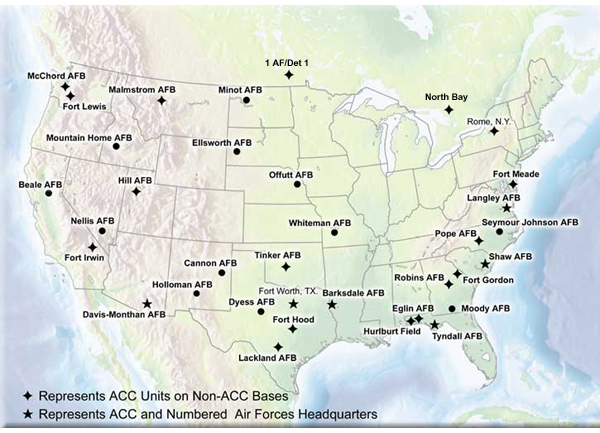
Stützpunkte des Air Combat Command

Das ACC ist in verschiedene übergeordnete funktionale Kommandos eingebunden: Die mit Kernwaffen ausgestatteten Einheiten sind Teil des Strategic Command, während die Luftverteidigungskräfte zum North American Aerospace Defense Command gehören. Das Hauptquartier des ACC bildet die für den Luftraum zuständige Komponente des Joint Forces Command. Darüber hinaus sind die Einheiten des Air Combat Command auch den regionalen Kommandos zugeordnet, wie zum Beispiel dem United States Northern Command. 
Dem Air Combat Command sind folgende Einheiten unterstellt:
- 1st Air Force (gemeinsam mit der Air National Guard) mit Hauptquartier auf der Langley Air Force Base
- 9th Air Force, Shaw Air Force Base
- 12th Air Force, Davis-Monthan Air Force Base

Hinzu kommen der Luftwaffengeheimdienst Air Force Intelligence, Surveillance and Reconnaissance Agency, das USAF Warfare Center auf der Nellis Air Force Base für fortgeschrittenes Pilotentraining, Tests neuer Taktiken und Techniken, die Kunstflugstaffel Thunderbirds sowie das Air and Space Expeditionary Force Center. Teile der 10th Air Force und Einheiten der Air National Guard können dem ACC bei Bedarf zugewiesen werden.

## Ausrüstung
Dem Air Combat Command selbst sind rund 1200 Luftfahrzeuge zugeordnet, dazu kommen im Bedarfsfall rund 860 der Reservestreitkräfte. Die Ausrüstung umfasst Anfang 2008 folgende Flugzeugarten und -typen:
- Kampf-/Angriffsflugzeuge: (O)A-10, F-15, F-16, F-22, MQ-1 Predator, MQ-9 Reaper
- Aufklärungs-/Überwachungsflugzeuge: E-3, E-4, E-8, EC-130, O/R/WC-135, U-2, RQ-1, RQ-4 Global Hawk
- sowie einige Hubschrauber (HH-60) und Trainer (T-38)

Das Personal des ACC setzte sich Ende September 2007 aus rund 83.600 Soldaten des aktiven Dienstes und 10.400 zivilen Beschäftigten zusammen. Von der Air National Guard kommen bei Bedarf 46.900 Männer und Frauen hinzu sowie weitere 10.500 vom Air Force Reserve Command.

## Liste der Kommandierenden Generale
| Name                              | Beginn der Berufung | Ende der Berufung  |
| --------------------------------- | ------------------- | ------------------ |
| Kenneth S. Wilsbach               | 29. Februar 2024    | amtierend          |
| Mark D. Kelly                     | 28. August 2020     | 29. Februar 2024   |
| James M. Holmes                   | 10. März 2017       | 28. August 2020    |
| Herbert J. Carlisle               | 4. November 2014    | 10. März 2017      |
| Gilmary M. Hostage                | 13. September 2011  | 4. November 2014   |
| William M. Fraser                 | 10. Februar 2009    | 13. September 2011 |
| John D. W. Corley                 | 2. Oktober 2007     | 10. September 2009 |
| Ronald Keys                       | 27. Mai 2005        | 2. Oktober 2007    |
| William M. Fraser (kommissarisch) | 3. Februar 2005     | 27. Mai 2005       |
| Bruce A. Wright (kommissarisch)   | 17. November 2004   | 3. Februar 2005    |
| Hal M. Hornburg                   | 14. November 2001   | 17. November 2004  |
| Donald G. Cook (kommissarisch)    | 25. August 2001     | 14. November 2001  |
| John P. Jumper                    | 8. Februar 2000     | 25. August 2001    |
| Ralph E. Eberhart                 | 11. Juni 1999       | 8. Februar 2000    |
| Richard E. Hawley                 | 5. April 1996       | 11. Juni 1999      |
| Brett M. Dula (kommissarisch)     | 28. Februar 1996    | 5. April 1996      |
| Joseph W. Ralston                 | 23. Juni 1995       | 28. Februar 1996   |
| John M. Loh                       | 1. Juni 1992        | 23. Juni 1995      |